# Jörg Fengler
Jörg Fengler (* 7. November 1944) ist ein deutscher Psychologe und emeritierter Hochschullehrer.

## Leben
Fengler besuchte das Humanistische Gymnasium in Duisburg. Von 1964 bis 1969 studierte er Psychologie an der Universität Bonn. 1972 wurde er dort zum Dr. phil. promoviert. 1975 erhielt er den Lehrstuhl für Heilpädagogische Psychologie an der Universität zu Köln. 1999 wurde er zum Psychologischen Psychotherapeuten approbiert. Zudem ist er ausgebildeter Trainer für Gruppendynamik (DAGG), Supervisor (BDP. DGSv, DGVT, DVT, KLVT), Lehrsupervisor (BDP, DGSv, GwG, ÖAGG) und Ausbilder für Balint-Gruppen-Leiter. 2010 wurde Fengler emeritiert. Danach gründete er das Fengler-Institut für Angewandte Psychologie. Seine Forschungs- und Arbeitsschwerpunkte sind unter anderem Klinische und Pädagogische Psychologie, Selbstmanagement, Gruppenprozesse und Interventionsmethodik. Er ist geschäftsführender Herausgeber der Zeitschrift Gruppendynamik und Organisationsberatung, Mitglied im Sachverständigenrat des Deutschen Bundesverband Coaching e. V., wissenschaftlicher Gutachter für den Forschungspreis der Deutschen Gesellschaft für Systemische Familientherapie sowie Mitglied im Wissenschaftlichen Beirat der Zeitschrift für Gestalttherapie.

## Veröffentlichungen (Auswahl)
- Feedback geben. Strategien und Übungen, Beltz, Weinheim/Basel 2017, ISBN 978-3-407-36631-3.
- Burnout-Prävention im Arbeitsleben. Das Salamander-Modell, Klett-Cotta, Stuttgart 2013, ISBN 978-3-608-89127-0.
- Das kleine Buch gegen Burnout. Die besten Strategien gegen Stress und Erschöpfung, Patmos-Verlag, Ostfildern 2013, ISBN 978-3-8436-0332-4.
- Helfen macht müde. Zur Analyse und Bewältigung von Burnout und beruflicher Deformation, 7. Aufl., Klett-Cotta, Stuttgart 2008, ISBN 978-3-608-89072-3.
- Süchtige und Tüchtige. Begegnung und Arbeit mit Abhängigen, Pfeiffer, München 1994, ISBN 978-3-7904-0620-7.
- mit Gerd Jansen als Herausgeber: Handbuch der Heilpädagogischen Psychologe, Verlag Kohlhammer, Stuttgart 1987
- Selbstkontrolle in Gruppen. Theorie, Methodik, Evaluation, Kohlhammer, Stuttgart/Berlin/Köln/Mainz 1980, ISBN 978-3-17-005829-3.
- Verhaltensänderung in Gruppenprozessen, Quelle und Meyer, Heidelberg 1975, ISBN 978-3-494-00822-6.